# Cisticola hunteri
La cisticola di Hunter (Cisticola hunteri Shelley, 1889) è un uccello passeriforme della famiglia dei Cisticolidi  diffuso in Africa orientale.

## Distribuzione e habitat
La specie è diffusa in Kenya, Tanzania e Uganda.